# Nuestra Belleza México 2001
Nuestra Belleza México 2001 fue la 8.ª edición del certamen Nuestra Belleza México la cual se realizó en el Aeropuerto Internacional Lic. Adolfo López Mateos de la ciudad de Toluca, Estado de México el viernes 28 de septiembre de 2001. Cuarenta y siete candidatas de toda la República Mexicana compitieron por el título nacional, el cual fue ganado por Ericka Cruz de Yucatán quien compitió en Miss Universo 2002 en Puerto Rico. Cruz fue coronada por la Nuestra Belleza México saliente Jacqueline Bracamontes. Cruz fue coronada por la Nuestra Belleza México saliente Jacqueline Bracamontes, convirtiéndose en la tercera yucateca en ir a Miss Universo.
El título de Nuestra Belleza Mundo México 2001 fue ganado por Tatiana Rodríguez de Campeche quien compitió en Miss Mundo 2001 en Sudáfrica. Rodríguez fue coronada por la saliente Nuestra Belleza Mundo México Paulina Flores, convirtiéndose en la primera y única campechana en ir a Miss Mundo.
Este año, la organización nacional perdió la franquicia del certamen Miss Internacional, por lo que a partir de este año, no se envió representante mexicana por parte de esta organización. Se retomaría nuevamente en el 2007. Por segundo año consecutivo y por cuarta vez en la historia del concurso, dos finales fueron realizadas por separado para seleccionar a las Ganadoras de los títulos "Nuestra Belleza México" y "Nuestra Belleza Mundo México".
A finales del 2001 se hizo oficial la designación de Mónica Aragón de Tamaulipas como representante del país en el Reinado Internacional del Café 2002 en Colombia. A principios del 2002 se hizo oficial la designación de Greta Galindo de Coahuila como representante del país en el Reinado Internacional de las Flores 2002 en Colombia y de Elsa Burgos de Nuevo León rumbo a Miss Costa Maya International 2002 en Belice donde logró coronarse como ganadora.

## Resultados
| Posición                    | Candidata |
| Nuestra Belleza México 2001 | - Yucatán - Ericka Cruz |
| 1.ª Finalista               | - Coahuila - Greta Galindo |
| 2.ª Finalista               | - Sonora - Carmen Varela |
| 3.ª Finalista               | - Chihuahua - Nancy Esparza |
| 4.ª Finalista               | - Nuevo León - Diana García |
| Top 10                      | - Jalisco - Ana Inés Santoyo - Sinaloa - Claudia Collado - Sinaloa - Mónica Psihas - Sonora - Erika Peña - Tamaulipas - Mónica Aragón |

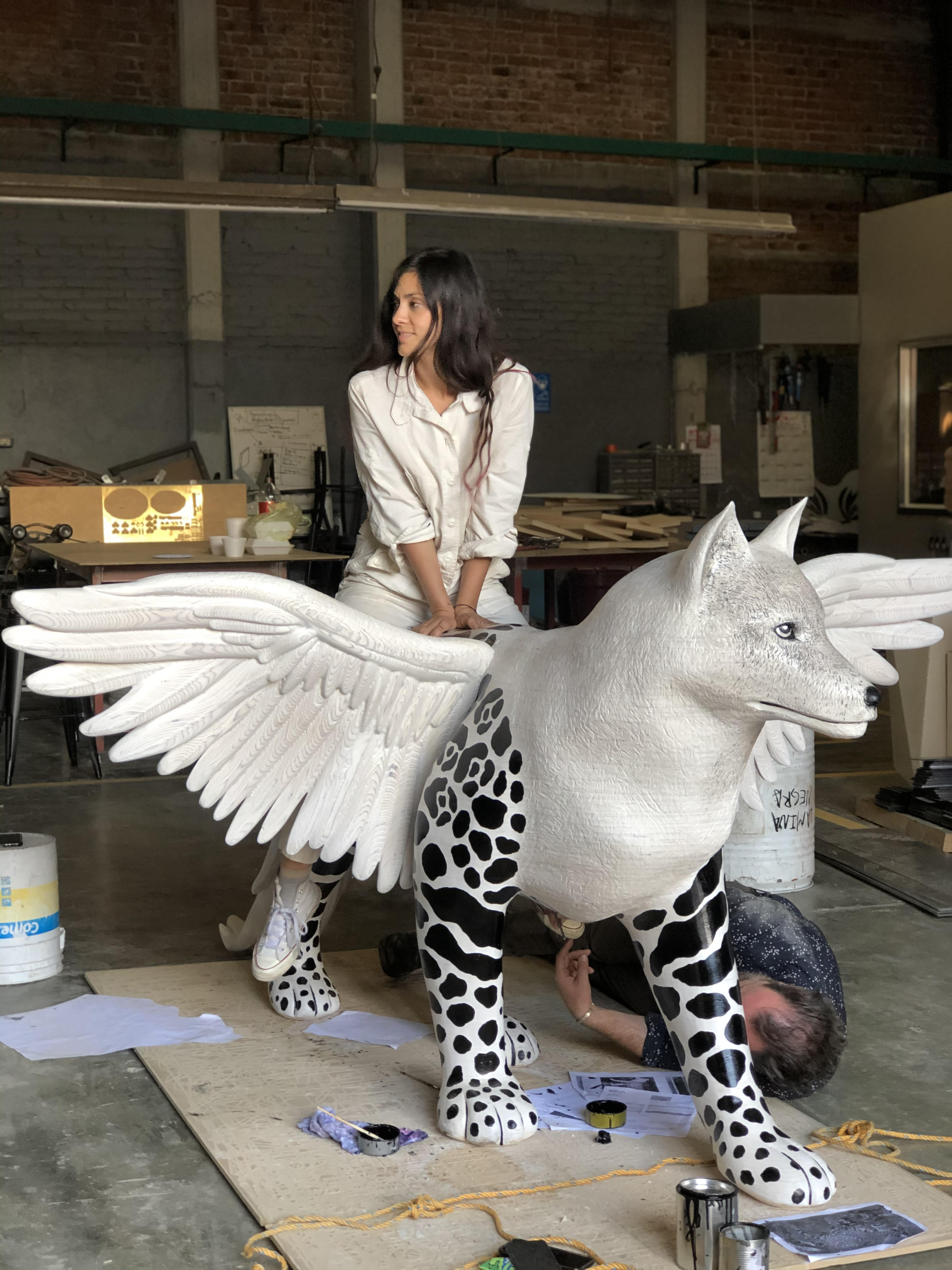
Diana García
Nuestra Belleza Nuevo León 2001 y 3.ª Finalista de Nuestra Belleza México 2001.

| Top 20                      | - Distrito Federal - Gabriela Hurtado - Guanajuato - Anabel Mendoza - Guanajuato - Karín Huerta - Jalisco - Miriam Ayala - Jalisco - Saray Álvarez - Nuevo León - Elsa Burgos - Sinaloa - Alicia León - Sonora - Lizeth Pérez - Veracruz - Adriana Loya - Veracruz - Andrea Pérez |

## Áreas de competencia

### Semifinal: Nuestra Belleza Mundo México
La competencia semifinal y elección de "Nuestra Belleza Mundo México" se realizó en el Aeropuerto Internacional Lic. Adolfo López Mateos de la ciudad de Toluca, Estado de México el viernes 21 de septiembre, una semana antes de la competencia final. Previo al final del evento, todas las candidatas compitieron en traje de baño y traje de noche como parte de la selección de las 21 candidatas quienes pasarían directamente a la competencia final. La conducción del evento estuvo a cargo de Mónica Noguera y Julio Bracho.
La ganadora de Nuestra Belleza Mundo México 2001 fue Tatiana Rodríguez de Campeche quien compitió en Miss Mundo 2001 en Sudáfrica. El evento fue la 4.ª edición del concurso "Nuestra Belleza Mundo México" como concurso oficial donde de manera individual se elige a la representante de México para Miss Mundo. La ganadora de este evento no participó en la competencia final.
| Posición                          | Candidata |
| Nuestra Belleza Mundo México 2001 | - Campeche - Tatiana Rodríguez |
| 1.ª Finalista                     | - Yucatán - Ericka Cruz |
| Top 21                            | - Chihuahua - Nancy Esparza - Coahuila - Greta Galindo - Distrito Federal - Gabriela Hurtado - Guanajuato - Anabel Mendoza - Guanajuato - Karín Huerta - Jalisco - Ana Inés Santoyo - Jalisco - Miriam Ayala - Jalisco - Saray Álvarez - Nuevo León - Diana García - Nuevo León - Elsa Burgos - Sinaloa - Alicia León - Sinaloa - Claudia Collado - Sinaloa - Mónica Psihas - Sonora - Carmen Varela - Sonora - Erika Peña - Sonora - Lizeth Pérez - Tamaulipas - Mónica Aragón - Veracruz - Adriana Loya - Veracruz - Andrea Pérez |

#### Jurado Preliminar
Estos son los miembros del jurado preliminar, que eligieron al Top 21 durante la competencia semifinal, luego de ver a las candidatas en privado durante entrevistas y pasarela en traje de baño y gala:
- Guido Quiles - El Modelo México 2000
- Mariana Tazbek - Fotógrafo
- Leonardo Leos - Maquillista de los artistas
- Diana Torrescano - Directora de Torrescano e Hijas
- Alan Loranka - Astróloga
- Sara Bustani - Diseñadora de modas
- Jorge Salinas - Actor de televisión
- Yessica Salazar - Nuestra Belleza Mundo México 1996 y Actriz de televisión
- Otto Sirgo - Actor de televisión

### Final
La gala final fue transmitida en vivo a través del Canal de las Estrellas para todo México desde el Aeropuerto Internacional Lic. Adolfo López Mateos de la ciudad de Toluca, Estado de México el viernes 28 de septiembre de 2001. La conducción del evento estuvo a cargo de Lupita Jones y Alexis Ayala.
El grupo de 20 semifinalistas se dio a conocer durante la competencia semifinal.
- Las 20 semifinalistas desfilaron en una nueva ronda en traje de baño y vestido de noche, posteriormente 10 de ellas fueron eliminadas.
- Las 10 finalistas se sometieron a una ronda de comunicación, posteriormente 5 de ellas fueron eliminadas.
- Las 5 finalistas se sometieron a una pregunta final y posteriormente dieron una última pasarela, donde el panel de jueces consideró la impresión general que dejó cada una de las finalistas para votar y definir posiciones finales.

#### Jurado Final
Estos son los miembros del jurado que evaluaron a las concursantes:
- Carlos Latapi - Fotógrafo
- Rebeca Tamez - Nuestra Belleza México 1996 y Señorita Continente Americano 1997
- Sabú - Promotor artístico
- Gabriel Soto - El Modelo México 1996, cantante y actor de televisión
- Raquel Bessudo - Escritor
- Valentino Lanús - Actor de televisión
- Leonardo Leos - Maquillista de los artistas
- Laura Flores - Actriz, cantante y Conductora de televisión
- Saul Lisazo - Actor de televisión

#### Entretenimiento
- Intermedio: Wendy Fitzwilliam interpretando "Call my Bluff"
- Intermedio: Marco Antonio Solis interpretando "Si no te Hubieras Ido" y "O me Voy o te Vas"

### Premios Especiales
| Premio                    | Candidata                             |
| Nuestra Belleza Fotogenia | - Distrito Federal - Gabriela Hurtado |
| Nuestra Belleza Internet  | - Tamaulipas - Mónica Aragón          |
| Reina de Belleza Fuller   | - Distrito Federal - Gabriela Hurtado |
| Mejor Cabello Pantene     | - Tamaulipas - Mónica Aragón          |
| Figura Lala Light         | - Coahuila - Greta Galindo            |
| Mejor Traje Típico        | - Yucatán - "Oro Maya"                |

## Candidatas
| Estado              | Candidata                           | Edad | Estatura | Residencia       |
| Aguascalientes      | María Isabel Gutiérrez Velasco      | 20   | 1.72     | Calvillo         |
| Baja California     | Bibian López Vallejo                | 24   | 1.68     | Mexicali         |
| Baja California     | Paulina García Coronel              | 23   | 1.68     | Tijuana          |
| Baja California Sur | Berenice Cosio Yee                  | 20   | 1.75     | La Paz           |
| Campeche            | Tatiana Rodríguez Romero            | 20   | 1.74     | Campeche         |
| Chiapas             | Alejandra Paulina Zenteno Chacón    | 20   | 1.74     | Tuxtla Gutiérrez |
| Chihuahua           | Erika de la Rosa Castro             | 20   | 1.71     | Ciudad Juárez    |
| Chihuahua           | Nancy Cecilia Esparza Tinajero      | 21   | 1.75     | Chihuahua        |
| Chihuahua           | Ofelia Chávez Moreno                | 21   | 1.76     | Chihuahua        |
| Coahuila            | Greta Galindo de la Peña            | 20   | 1.79     | Torreón          |
| Colima              | Laura Tayde Mancilla Alonso         | 21   | 1.68     | Colima           |
| Colima              | María Rosario Meza Anguiano         | 23   | 1.72     | Colima           |
| Distrito Federal    | Gabriela Hurtado González           | 23   | 1.70     | Ciudad de México |
| Durango             | Jennifer López Rateike              | 22   | 1.75     | Durango          |
| Estado de México    | Eva Geynes Gutiérrez                | 24   | 1.68     | Toluca           |
| Guanajuato          | Anabel Mendoza Muñoz                | 21   | 1.73     | León             |
| Guanajuato          | Claudia Albo López                  | 20   | 1.71     | Irapuato         |
| Guanajuato          | Karin Elizabeth Huerta Arredondo    | 23   | 1.69     | Irapuato         |
| Guanajuato          | Leticia Vanessa Jiménez             | 21   | 1.73     | Guanajuato       |
| Hidalgo             | Sara Guadalupe García Amador        | 21   | 1.73     | Pachuca          |
| Jalisco             | Miriam Ayala Núñez                  | 23   | 1.73     | Guadalajara      |
| Jalisco             | Ana Inés Santoyo Jasso              | 22   | 1.73     | Guadalajara      |
| Jalisco             | Saray Alejandra Álvarez Negrete     | 21   | 1.71     | Guadalajara      |
| Morelos             | Belly Lizene Corona Velazco         | 22   | 1.73     | Cuernavaca       |
| Nayarit             | Claudia Isabel Fernández Medina     | 23   | 1.68     | Tepic            |
| Nuevo León          | Diana Cristina García Soto          | 20   | 1.70     | Monterrey        |
| Nuevo León          | Elsa Lucía Burgos Pérez             | 22   | 1.72     | Monterrey        |
| Puebla              | Karla Estela Gómez Monetti          | 23   | 1.68     | Puebla           |
| Querétaro           | Paulina Vázquez Miranda             | 20   | 1.69     | Querétaro        |
| San Luis Potosí     | Claudia Calvillo Martínez           | 23   | 1.74     | San Luis Potosí  |
| Sinaloa             | Rosa Alicia León Soto               | 22   | 1.74     | Mazatlán         |
| Sinaloa             | Claudia Collado Careaga             | 21   | 1.75     | Los Mochis       |
| Sinaloa             | Mónica Psihas González              | 21   | 1.68     | Culiacán         |
| Sonora              | Erika Peña Ramírez                  | 21   | 1.78     | Hermosillo       |
| Sonora              | Carmen Varela Leyva                 | 20   | 1.75     | Ciudad Obregón   |
| Sonora              | Lizeth Pérez Rodarte                | 24   | 1.80     | Guaymas          |
| Tabasco             | Alejandra Cristel Priego Canto      | 20   | 1.68     | Villahermosa     |
| Tamaulipas          | Mónica Aragón Herrera               | 21   | 1.68     | Tampico          |
| Tamaulipas          | María Alicia Rojas Lozano           | 22   | 1.69     | Tampico          |
| Tlaxcala            | Aline Mónica Luna Ramírez           | 21   | 1.76     | Apizaco          |
| Veracruz            | María Andrea Macías Azuara          | 20   | 1.77     | Tempoal          |
| Veracruz            | Adriana Loya Páez                   | 21   | 1.77     | Veracruz         |
| Veracruz            | Andrea Pérez Verdera                | 21   | 1.77     | Xalapa           |
| Veracruz            | Arumi Esmeralda Vargas Andrade      | 20   | 1.70     | Poza Rica        |
| Veracruz            | Valeria Loya Herrera                | 20   | 1.71     | Tuxpan           |
| Yucatán             | Ericka Yadira Cruz Escalante        | 20   | 1.78     | Mérida           |
| Zacatecas           | Noemi Dolores de la Torre Belmontes | 21   | 1.70     | Zacatecas        |

## Sobre los Estados en Nuestra Belleza México 2001

### Estados designados a la competencia
| - Baja California - Paulina García - Colima - Rosario Meza - Chihuahua - Nancy Esparza - Chihuahua - Ofelia Chávez - Guanajuato - Claudia Albo - Guanajuato - Karín Huerta - Guanajuato - Leticia Jiménez - Jalisco - Ana Inés Santoyo - Jalisco - Saray Álvarez - Nuevo León - Elsa Burgos | - Sinaloa - Claudia Collado - Sinaloa - Mónica Psihas - Sonora - Carmen Varela - Sonora - Lizeth Pérez - Tamaulipas - Alicia Rojas - Veracruz - Adriana Loya - Veracruz - Andrea Pérez - Veracruz - Arumi Vargas - Veracruz - Valeria Loya |

### Estados que se retiran de la competencia
- Quintana Roo

### Estados que regresan a la competencia
- Compitieron por última vez en 1999:
  -  Aguascalientes
  -  Baja California
  -  Campeche
  -  Durango
  -  Nayarit

## Crossovers
| Miss Universo - 2002: Yucatán - Ericka Cruz Miss Mundo - 2001: Campeche - Tatiana Rodríguez Miss Internacional - 1998: Veracruz - Adriana Loya (No Compitió) Miss Intercontinental - 2000: Chihuahua - Nancy Esparza (4ª Finalista) Mrs. Mundo - 2019: Chihuahua - Nancy Esparza Miss Tourism Queen International - 2005: Sinaloa - Claudia Collado (Top 12) Mrs Tourism Queen International - 2018: Chihuahua - Nancy Esparza (1ª Finalista) World Miss University - 2000: Chihuahua - Nancy Esparza Miss Atlántico Internacional - 2003: Chihuahua - Ofelia Chávez - 2002: Sinaloa - Claudia Collado Reinado Internacional de las Flores - 2002: Coahuila - Greta Galindo Reinado Internacional del Café - 2002: Tamaulipas - Mónica Aragón Miss Mesoamérica Internacional - 2002: Sinaloa - Alicia León Miss Costa Maya International - 2002: Nuevo León - Elsa Burgos (Ganadora) Queen Mayan World - 2001: Sonora - Erika Peña (Ganadora) Señorita México - 1998: Veracruz - Adriana Loya (Ganadora) Nuestra Belleza Baja California - 2001: Baja California - Paulina García (1ª Finalista) | Nuestra Belleza Chihuahua - 2001: Chihuahua - Nancy Esparza (1ª Finalista) - 2001: Chihuahua - Ofelia Chávez (2ª Finalista) Nuestra Belleza Guanajuato - 2001: Guanajuato - Claudia Albo (Finalista) - 2001: Guanajuato - Karin Huerta (Finalista) - 2001: Guanajuato - Vanessa Jiménez (Finalista) Nuestra Belleza Jalisco - 2001: Jalisco - Ana Inés Santoyo (Top 3) - 2001: Jalisco - Saray Álvarez (Top 3) Nuestra Belleza Nuevo León - 2001: Nuevo León - Elsa Burgos (1ª Finalista) Nuestra Belleza Sinaloa - 2001: Sinaloa - Claudia Collado (Top 3) - 2001: Sinaloa - Mónica Psihas (Top 3) Nuestra Belleza Sonora - 2001: Sonora - Carmen Varela (Top 3) - 2001: Sonora - Lizeth Pérez (Top 3) Nuestra Belleza Tamaulipas - 2001: Tamaulipas - Alicia Rojas (1ª Finalista) Nuestra Belleza Veracruz - 2001: Veracruz - Adriana Loya (Finalista) - 2001: Veracruz - Andrea Pérez (Finalista) - 2001: Veracruz - Arumi Vargas(Finalista) - 2001: Veracruz - Valeria Loya (Finalista) Señorita Veracruz - 1998: Veracruz - Adriana Loya (Ganadora) Reina de la Feria Nacional de la Guayaba - 1999: Aguascalientes - Isabel Gutiérrez (Ganadora) Reina del Carnaval Mérida - 2010: Yucatán - Ericka Cruz (Ganadora) Reina del Carnaval de Veracruz - 2007: Veracruz - Andrea Macías (Ganadora) |